# Jean-Claude Decaux
Pour les articles homonymes, voir Decaux.
Jean-Claude Decaux, né le 15 septembre 1937 à Beauvais et mort le 27 mai 2016 à Neuilly-sur-Seine, est un industriel et milliardaire français. Il est le fondateur de la société JCDecaux, premier groupe industriel mondial spécialisé dans la fabrication et l'installation de mobilier urbain (notamment les Abribus) et dans la publicité urbaine.

## Biographie
Fils de marchands de chaussures, il est élevé par sa grand-mère, comme beaucoup de fils de commerçants de l'après-Seconde Guerre mondiale. À quinze ans, il fourmille d’idées pour développer le magasin familial. Un été, profitant de l’absence de son père, il colle partout dans la ville des affiches vantant les mérites de la boutique dont il écoule tout le stock en quelques jours. Ainsi est née sa vocation: l’affichage publicitaire. Sans diplôme, Jean-Claude Decaux est autodidacte. À dix-huit ans, en 1955, il se fait émanciper et fonde une société spécialisée dans les placards publicitaires d'autoroutes, JCDecaux.
En 1964, alors que l'affichage publicitaire en bordure d'autoroute tend à être fortement règlementé et taxé, il imagine l’Abribus.  Si les abris de bus, nommés aubettes, existaient déjà, Jean-Claude Decaux a l'idée d'en faire des supports publicitaires. Ses deux frères le suivront dans l’aventure. Un premier abri est installé à Lyon. La municipalité n'investit pas d'argent public, c'est l'annonceur qui finance le support de sa publicité. L'idée séduit les collectivités, et d'autres villes adoptent ce dispositif (Grenoble, Angers, Poitiers), assurant l’envol de l’entreprise au début des années 1970.
En 1974, Jean-Claude Decaux lance les panneaux de signalisation directionnels (« caissonnés ») avec de l'éclairage à l'intérieur.
En 1981, il crée les premiers « journaux électroniques d'information » (panneaux sur lesquels se forment en lettres de lumières vertes des messages pratiques de la municipalité pour ses citadins). 
Jean-Claude Decaux collabore avec différents architectes. Jean-Michel Wilmotte signe les colonnes Morris, Norman Foster les Abribus et Patrick Jouin les panneaux d'affichage. 
En 1999, il rachète à Vivendi, pour près de 6 milliards de francs, l'afficheur Avenir, numéro un dans les transports. 
En 2000, Jean-Claude Decaux confie la direction générale à ses deux fils, Jean-François et Jean-Charles, et prend la tête du conseil de surveillance. Un an plus tard, JC Decaux holdings fait son entrée en Bourse. 
En 2005, après avoir éprouvé le système en Autriche et en Espagne, Jean-Claude Decaux déploie les Vélo'v à Lyon en mai. Après une bataille contre son principal concurrent Clear Channel, Jean-Claude Decaux obtient la concession pour Paris en 2007 et déploie le concept sous le nom de Vélib'. Le principe est identique dans toutes les villes : la publicité paie l'installation des services. En septembre 2011, les vélos Decaux, présents dans dix pays, ont été loués 200 millions de fois en libre-service,. 
Travailleur acharné, visionnaire, Jean-Claude Decaux avait fait sienne la devise du chef d’orchestre Herbert von Karajan : Seul le meilleur est acceptable.
Le 15 mai 2013, il quitte la présidence du conseil de surveillance du groupe familial et la confie à son fils Jean-Charles.
Il meurt le 27 mai 2016 à la suite d'une longue maladie. Son entreprise domine alors le marché du mobilier urbain.

## Fortune
En 2014, sa fortune, conjointement avec sa famille, est estimée à 4,6 milliards d'euros. En 2020, elle est estimée à 3,9 milliards d'euros, et le classe 27e fortune française.

## Vie privée
Marié à 20 ans avec Danièle Piraud, fille de vendeurs d'électroménager, il est père de trois garçons : Jean-François, Jean-Charles et Jean-Sébastien. Ils travaillent tous dans l'entreprise familiale.
Il a refusé la Légion d'honneur et a restauré à ses frais la ville de Colombey-les-Deux-Églises, où il avait un logement.

## Publications
- (en) Jean-Claude Decaux et Dennis Adams, Port Of View : [entretiens avec Jean-Claude Decaux], Marseille, L'Observatoire, 1992, 116 p. (ISBN 2-909581-01-2, BNF 35553281)Édition bilingue (français-anglais).

Préface
- Nadia Neiman (préf. Jean-Claude Decaux et Pierre Cibié), Neiman : parcours d'un inventeur, Paris, Le Cherche midi, 2006, 124 p. (ISBN 2-7491-0798-9, BNF 40950063)